# Ліверморська національна лабораторія імені Лоуренса
Ліверморська національна лабораторія ім. Е. Лоуренса (англ. Lawrence Livermore National Laboratory, LLNL) — національна лабораторія Міністерства енергетики США в Лівермор, штат Каліфорнія. Входить до структури Каліфорнійського університету. Поряд з національною лабораторією в Лос-Аламосі є однією з двох лабораторій у США, головним завданням яких є розробка ядерних технологій.

## Дослідження
На офіційному вебсайті Ліверморської лабораторії зазначено, що лабораторія є «головною науково-дослідною та дослідно-конструкторською організацією для вирішення проблем національної безпеки». Вона відповідає за «безпеку та надійність» ядерної зброї США, застосовуючи в її розробках досягнення сучасної науки та техніки. Також лабораторія займається дослідженнями в галузі наук, не пов'язаних з оборонною діяльністю, як-от енергетика, екологія та біологія (зокрема біоінженерія).
Саме в Ліверморській лабораторії було розроблено більшість суперкомп'ютерів, зокрема найшвидший суперкомп'ютер у світі (з 2004 до 2008 року) — Blue Gene/L. Сам термін «суперкомп'ютер» було створено фахівцями з Ліверморської лабораторії Дж. Мішелем і С. Фернбахом.
13 грудня 2022 року вчені лабораторії оголосили, що під час досліду їм вдалось отримати більше енергії від термоядерної реакції ніж вони витратили на підтримування її роботи.

## Директори
- 1952—1958 — Герберт Йорк, (англ. Herbert York)
- 1958—1960 — Едвард Теллер (англ. Edward Teller)
- 1960—1961 — Гарольд Браун, (англ. Harold Brown)
- 1961—1965 — Джон С. Фостер, (англ. John S. Foster)
- 1965—1971 — Майкл М. Май, (англ. Michael M. May)
- 1971—1988 — Роджер Е. Батцель, (англ. Roger E. Batzel)
- 1988—1994 — Джон Г. Нукрлльс, (англ. John H. Nuckolls)
- 1994—2002 — С. Брюс Тартер, (англ. C. Bruce Tarter)
- 2002—2006 — Майкл Р. Анастасіо, (англ. Michael R. Anastasio)
- 2006-сьогодні — Джордж Г. Міллер, (англ. George H. Miller)